# Blonda de la drept
Blonda de la drept (original în engleză: Legally Blonde) este un film de comedie produs de Metro-Goldwyn-Mayer în anul 2001, regizat de Robert Luketic cu un buget de 18.000.000 dolari, bazat pe romanului omonim de Amanda Brown.

## Prezentare
Blonda de la drept  (engleză Legally blonde) este un film al genului comedie produs de catre Metro-Goldwyn-Mayer (MGM) iar distribuitorul internațional al filmului este compania 20th Century Fox.
Filmul, a cărui durată este de 96 de minute, a fost distribuit în România de InterComFilm Distribution. Data lansării în Statele Unite ale Americii a fost pe 13 iulie 2001 iar în România premiera a avut loc pe 14 decembrie 2001. Blonda de la drept, a cărui regizor este Robert Luketic, a fost filmat între 10 octombrie 2000 și decembrie 2000 cu un buget de 18.000.000 dolari. Scenariul este realizat de Karen McCullah Lutz și Kirsten Smith, după romanul omonim al Amandei Brown. Imaginea filmului este semnată de Anthony B. Richmond, iar montajul de Anita Brandt Burgoyne și Garth Craven. Scenografia este realizată de Melissa Stewart, iar costumele de Sophie de Rakoff Carbonell. Coloana sonoră este compusă de Rolfe Kent.
Blonda de la drept este o comedie a cărui personaj principal este Elle Woods, o blondă care are tot ce-și poate dori o fată de vârsta ei: este Miss iunie în calendarul campusului, este admirată de toate fetele, îl are ca iubit pe cel mai drăguț tip din campus și vrea să devină soția acestuia. Însă un lucru îl împiedică pe iubitul ei Warner să o ceară în căsătorie: este prea blondă pentru familia lui. Iar când Warner merge la Facultatea de Drept, unde se întâlnește cu o fostă prietenă, Elle se hotărăște să ajungă si ea la Harvard, pentru a-și recâștiga iubitul. Aici Elle trebuie să suporte multe și să lupte pentru iubitul său, pentru ea și pentru toate blondele care sunt luate peste picior.

## Acțiunea filmului
Elle Woods este o blondă naturală care nu se încadrează în tipare. Ea este deosebit de populară, o studentă eminentă, candidată la Miss Hawaiian Tropic, a fost desemnată Miss Iunie în campus, iar culoarea ei preferată este rozul. Elle iese mereu în evidență prin hainele și accesoriile pe care le poartă. Ea duce o viață interesantă (a apărut într-unul din videoclip-urile lui Ricky Martin), dar nu este nici pe departe o răsfățată de bani gata – are o inimă de aur și îi este total devotată prietenului ei, Warner Huntington III. Când Warner o invită la o cină într-o seară, Elle speră că o va cere, în sfârșit, în căsătorie și îi va pune diamantul mult visat pe degetul ei cu manichiura proaspăt făcută. Ea va avea însă o surpriză de proporții: Warner îi reproșează că este “prea blondă” și “insuficient de serioasă” pentru familia sa, care o consideră un fel de Spice Girl, total nepotrivită cu ambițiile de carieră politică ale fiului lor, motiv pentru care acesta o părăsește. La aflarea veștii Elle este distrusă dar nu se dă bătută. Astfel, ea se hotărăște să îi demonstreze lui Waren că poate fi așa cum o dorește el să că este în stare să urmeze Facultatea de Drept la Harvard, ca și el. După ce se pregătește intens pentru toate examenele, Elle este admisă la Harvard, dar odată ajunsă acolo, ea constată că e foarte greu să fii vedetă pe Coasta de Est. Șarmul ei personal și poșeta roz marca Prada nu sunt suficiente pentru a se afirma în lumea rigidă a studenților la Drept de la Harvard, unde destul de repede, devine ținta bârfelor și a unor situații de-a dreptul ridicole. De asemenea, îi vor fi puse mereu bețe în roate de către noua iubită a lui Warner, Vivian Kensington, o brunetă ambițioasă cu care Warner se logodește după ce o părăsește pe Elle. Dar Elle se ambiționează, își învinge temerile și nesiguranța și, spre surpriza tuturor, ajunge printre primii studenți din an. Când profesorul Callahan caută studenți care să-l ajute la firma sa de avocatură, Elle este selecționată și ajunge să îl asiste într-un senzațional proces de crimă. Ca și ceilalți bărbați din jurul ei, profesorul Callahan sfârșește prin a se îndrăgosti de ea, ceea ce îi creează și mai multe probleme. Câștigând respectul tuturor, Elle devine ea însăși avocatul apărării în respectivul proces. Între timp, ea își dă seama că Warner nu este așa cum credea ea, ci doar un tip incapabil să se descurce singur și să-și asume responsabilități. Mai mult decât atât, ea află că Warner nu a intrat la Harvard pe meritul său ci la intervenția familiei lui și devine cea mai bună prietenă a lui Vivian, care încetează să mai vadă în Elle doar fosta iubită blondă a logodnicului ei. Elle se îndrăgostește de asistentul profesorului Callahan, Emmett Richmond, care o și cere în căsătorie.

## Distributia
1. Reese Witherspoon (Elle Woods)
2. Luke Wilson (Emmett Richmond)
3. Selma Blair (Vivian Kensington)
4. Matthew Davis (Warner Huntington III)
5. Victor Garber (profesorul Callahan)
6. Raquel Welch (Mrs. Windham-Vandermark)
7. Alanna Ubach (Serena)
8. Holland Taylor (profesorul Stromwell)
9. Jennifer Coolidge (Paulette)

## Soundtrack
1. Perfect Day - Hoku;
2. One Girl Revolution - Superchic[k];
3. We Could Still Belong Together - Lisa Loeb;
4. Love Is A Beautiful Thing - Krystal;
5. Magic - Black Eyed Peas feat. Terry Dexter;
6. Don't Need You To (Tell Me I'm Pretty) - Samantha Mumba;
7. A Thousand Miles (Interlude) - Vanessa Carlton;
8. Watch Me Shine - Joanna Pacitti;
9. Ooh La La - Valeria;
10. Can't Get Me Down - Lo-Ball;
11. Sex Machine - Mya.

## Premii, nominalizări, selecții
- Globul de Aur (2002) - Cea mai bună actriță - categoria film muzical și de comedie , nominalizat: Reese Witherspoon
- Globul de Aur (2002) - Cel mai bun film - musical și comedie , nominalizat
- MTV Movie Awards (2002) - Cel mai bun film , nominalizat
- MTV Movie Awards (2002) - Cea mai bună actriță , nominalizat: Reese Witherspoon
- MTV Movie Awards (2002) - Cea mai distractivă prestație , nominalizat: Reese Witherspoon